# Zjivoj
Zjivoj (russisk: Живой) er en russisk spillefilm fra 2006 af Aleksandr Veledinskij.

## Medvirkende
- Andrej Tjadov som Kir
- Maksim Lagasjkin som Nikitj
- Vladimir Jepifantsev som Igor
- Aleksej Tjadov
- Viktor Rakov